# 40 y 20 (álbum)
40 y 20 es el título del 27°. álbum de estudio grabado por el intérprete mexicano José José, Fue lanzado al mercado bajo el sello discográfico BMG Ariola el 24 de noviembre de 1992 y el primero que realiza bajo la batuta o producción del cantautor argentino Roberto Livi (quien realizara trabajos con Roberto Carlos, Elio Roca, Raphael), y el último publicado en el formato de disco de acetato o vinilo en México y con el cual entraría nuevamente con fuerza a competir por los primeros lugares de popularidad.
La publicación de este álbum coincide con la etapa más dramática en la vida del intérprete, según lo relata en el DVD del documental Biografía en canción: Volúmen 3, producto de una salud deteriorada debido al abuso del alcohol y otras sustancias. Su segundo divorcio después de 17 años de matrimonio con Ana Elena Noreña Grass repercutió en José José, haciéndolo recaer en el alcoholismo y terminar viviendo en un taxi, a punto a renunciar a todo, decidiéndose a esperar la llegada de la muerte. Sin embargo, gracias a su fe religiosa, José José retoma su popularidad.
Los sencillos que destacan de este álbum son: "40 y 20", "Así de fácil", "Eso no más", "Cirano", "Lo que quedó de mí", "Cómo lo haces (Esas mujeres)" y "Esta noche",.

## Lista de canciones[1]
Todas las canciones compuestas por Roberto Livi, excepto donde se indica.

| 40 y 20 |                                |                                 |          |  |
| N.º     | Título                         | Escritor(es)                    | Duración |  |
| 1.      | «40 y 20»                      | Roberto Livi                    | 4:05     |  |
| 2.      | «Así de fácil»                 | Roberto Livi                    | 3:48     |  |
| 3.      | «Eso nomás»                    | Bebu Silvetti, Roberto Livi     | 4:23     |  |
| 4.      | «Ando volando bajo»            | Roberto Livi                    | 4:06     |  |
| 5.      | «Esta noche»                   | Roberto Livi                    | 4:33     |  |
| 6.      | «Cirano»                       | Alejandro Vezzani, Roberto Livi | 4:32     |  |
| 7.      | «Cómo le haces (Esas mujeres)» | Alejandro Vezzani, Roberto Livi | 3:57     |  |
| 8.      | «Egoísta»                      | Roberto Livi                    | 3:32     |  |
| 9.      | «¿Porque no?»                  | Roberto Livi, Julián Navarro    | 4:53     |  |
| 10.     | «Lo que quedó de mí»           | Roberto Livi                    | 3:48     |  |

© MCMXCII. Bertelsmann de México. S.A. de C.V.

## Créditos y personal[1]
| Producción - José José - Voz - Julián Navarro - Arreglos y Dirección. - Juan Mardi - Vocal Entrenador - Joe McGrath - Ingeniería de Bases y Cuerdas. - J.C. Ulloa, Ron Taylor - Ingeniería de Voz. - Mike Couzzi - Ingeniería de mezcla - Trent Slatton - Asistente (Los Ángeles) - Mark Krig - Asistente (Miami) - Ron Slenzak - Fotografía - Mario Houben, Interphoto Prods. - Arte y Diseño gráfico. - Carlos Dattoli - Coordinación y Asistente de producción. - Roberto Livi - Producción | Músicos - Julián Navarro - Piano y Teclados - Carlos Vega - Batería - Ab Laboriel - Bajo - Grant Geissman - Guitarras - Luis Conte - Percusión - Joseph Stone - Oboe - David McKelvy - Armónica - Amy Shulman - Arpa - Pavel Farkas - Cuerdas, Concertino. - Ed Calle - Saxo alto, Saxo tenor, Flauta. - Tony Concepción - 1ra. Trompeta - Randy Barlow - 2da. Trompeta - Dana Teboe - Trombón - Gary Keller - Saxo barítono - María del Rey, Francis Benítez - Coros - Leyla Hoyle, Daniel Navarro, Gary Stockdale - Coros |